# تنوع ثقافي

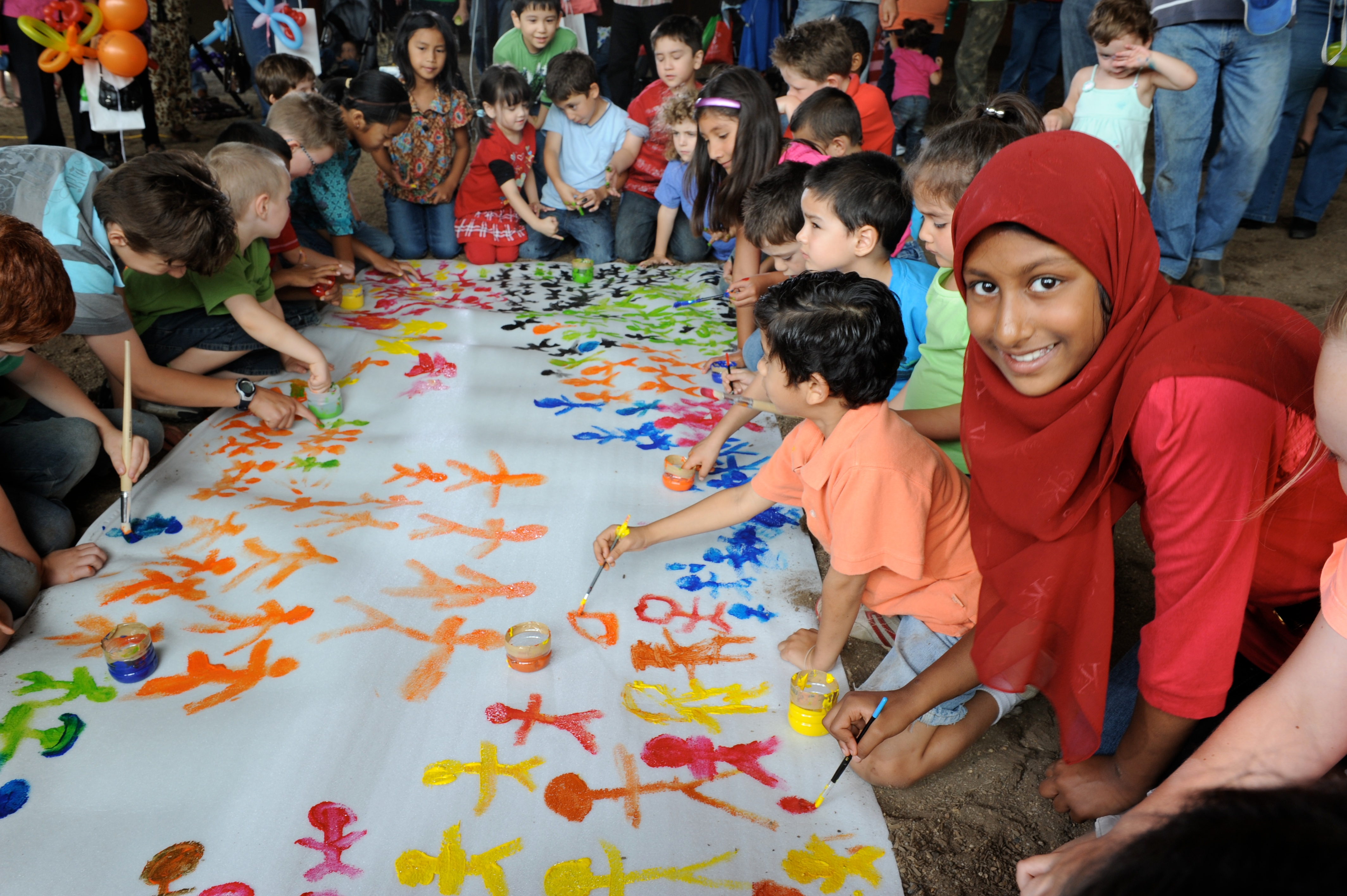
أشخاص من خلفيات ثقافية مختلفة.

التنوع الثقافي  (بالإنجليزية: Cultural diversity)‏ هو عِبارة عن تنوعِ الثقافاتِ المختلفة، وهي تختلف عن الثقافات ذات الجنس الواحد، أو الثقافة العالمية ذات جنسها، أو تجانس الثقافات.
ويمكن أن تشير عبارة «التنوع الثقافي» أيضًا إلى وجود ثقافات مختلفة ترجع إلى احترام الآخرين التنوع مع بعضهم البعض. تُستخدم عبارة «التنوع الثقافي» أيضًا في بعض الأحيان لتعني تنوع المجتمعات أو الثقافات البشرية في منطقة معينة، أو في العالم ككل. كثير ما يقال إن للعولمة تأثير سلبي على التنوع الثقافي في العالم.

## تاريخيًا
على الصعيد الدولي، دافعت منظمة الأمم المتحدة للتربية والعلم والثقافة عن فكرة التنوع الثقافي منذ تأسيسها في عام 1945 من قبل دول مختلفة.
أنشأت الجمعية العامة للأمم المتحدة اليوم العالمي للتنوع الثقافي من أجل الحوار والتنمية في نوفمبر 2001 عقب الإعلان العالمي لليونسكو بشأن التنوع الثقافي. كان هدفها هو تعزيز التنوع الثقافي والحوار والتنمية. يقام هذا اليوم في 21 مايو من كل عام.
في سبتمبر 2002، نظمت مدينة بورتو أليغري بالبرازيل لقاءً عالميًا للثقافة، ضم رؤساء البلديات والمدراء الفنيين للثقافة من مختلف مدن العالم، بمشاركة مراقبين من المجتمع المدني. اقترحت مدينتا بورتو أليغري وبرشلونة صياغة وثيقة مرجعية لتطوير السياسات الثقافية المحلية، مستوحاة من «جدول أعمال القرن 21»، الذي أنشئ عام 1992 من أجل البيئة. وهكذا صُمم جدول أعمال القرن 21 للثقافة بهدف تضمين التنوع الثقافي على المستوى المحلي. تمت الموافقة على الوثيقة في 8 مايو 2004 خلال الطبعة الأولى للمنتدى العالمي للثقافات في برشلونة (إسبانيا).
في عام 2003، نشر جيمس فيرون، وهو أستاذ أمريكي في جامعة ستانفورد، «التنوع العرقي والثقافي حسب البلد» في «مجلة النمو الاقتصادي»، وهي قائمة بالبلدان القائمة على تنوع الأعراق واللغات والأديان.
في عام 2005، اعتُمدت اتفاقية حماية وتعزيز تنوع أشكال التعبير الثقافي في أكتوبر 2005 من قبل اليونسكو من أجل حماية التنوع الثقافي في مواجهة التماثل الثقافي الذي نشرته العولمة والتجارة الحرة والتجارة الدولية. تعرف الاتفاقية التنوع الثقافي على أنه يشير إلى الطرق المتعددة التي يمكن من خلالها التعبير عن ثقافات الجماعات والمجتمعات. تنتقل هذه التعبيرات داخل المجموعات والمجتمعات وفيما بينها.

## الخصائص
قد يحمل التنوع الثقافي عدة معانٍ:
- التوازن الذي يتعين تحقيقه: وعلى هذا فإن فكرة الدفاع عن التنوع الثقافي من خلال تعزيز الإجراءات المؤيدة «للأقليات الثقافية» تُعتبر غير مجدية
- الحفاظ على «الأقليات الثقافية» التي يعتقد أنها معرضة للخطر
- تدافع «الحماية الثقافية» أو «الاستثناء الثقافي» عن الرؤية الاجتماعية للثقافة ضد تسويقها. يبرز الاستثناء الثقافي خصوصية المنتجات والخدمات الثقافية، بما في ذلك الاعتراف الخاص من جانب الاتحاد الأوروبي في إعلانه بشأن التنوع الثقافي. ضمن هذا السياق، يتمثل الهدف في الدفاع ضد ما يعتبر «سلعنة» - التي تعتبر ضارة بثقافة «غير مجدية» - بدعم تنميتها من خلال المنح وعمليات الترويج، وما إلى ذلك، والتي تُعرف أيضًا باسم «الحمائية الثقافية»
- وقد يشير هذا الدفاع أيضًا إلى إدراج أحكام «الحقوق الثقافية»، التي أجريت دون جدوى في أوائل التسعينات في أوروبا باستخدام طبقة كعينة من الجنس البشري.

يُشير التنوع أيضًا إلى الخصائص التي يستخدمها الناس لتأكيد أنفسهم فيما يتعلق بالآخرين، بمعنى «هذا الشخص مختلف عني». تشمل هذه الخصائص العوامل الديموغرافية (مثل العِرق والجنس والعمر) فضلًا عن القيم والمعايير الثقافية المختلفة. والواقع أن العديد من هذه المجتمعات المنفصلة التي نشأت في مختلف أنحاء العالم تختلف اختلافًا شديدًا عن بعضها البعض، وما تزال العديد من هذه الاختلافات قائمة حتى يومنا هذا. لإن الفروق الثقافية الأكثر وضوحًا الموجودة بين الناس هي اللغة واللباس والتقاليد. ثمَّة اختلافات كبيرة أيضًا في الطريقة التي تنظم بها المجتمعات نفسها، مثلما هو الحال في مفهومها المشترك للأخلاق والمعتقد الديني، وأيضًا في الطرق التي تتفاعل بها مع بيئتها المحيطة. يمكن النظر إلى التنوع الثقافي على أنه مماثل للتنوع البيولوجي إلى حد كبير.
بالقياس مع التنوع البيولوجي، الذي يعتقد أنه أساسي لبقاء الحياة على الأرض على الأمد البعيد، يمكن القول إن التنوع الثقافي قد يكون حيويًا لبقاء البشرية على الأمد البعيد أيضًا؛ ذلك أن الحفاظ على ثقافات السكان الأصلية قد يكون مهمًا للبشرية بقدر أهمية حفظ الأنواع والنظم البيئية للحياة عمومًا. اتخذ المؤتمر العام لليونسكو هذا الموقف في عام 2001، مؤكدًا في المادة 1 من الإعلان العالمي بشأن التنوع الثقافي أن «التنوع الثقافي ضروري للبشرية بقدر ما هو ضروري للطبيعة».

## التحديد الكمي
من الصعب تحديد التنوع الثقافي بشكل كمي، ولكن يُعتقد أن المؤشر الجيد هو عدد اللغات المحكية في منطقة ما أو في العالم ككل. من خلال هذا المقياس، قد نمر بفترة من التدهور الشديد في التنوع الثقافي في العالم. أشارت الأبحاث التي أجراها ديفيد كريستال (أستاذ علم اللغة الفخري في جامعة ويلز، بانجور) في تسعينيات القرن الماضي إلى أنه في ذلك الوقت، وسطيًا، كانت لغة واحدة تتعرض للتجاهل كل أسبوعين. لقد حسب أنه إذا استمر تراجع اللغة بهذا المعدل، فبحلول عام 2100، سيكون أكثر من 90% من اللغات المستخدمة حاليًا في العالم قد انقرضت.
الاكتظاظ السكاني، الهجرة والإمبريالية (من النوع العسكري والثقافي على حد سواء) هي أسباب اقتُرحت لتفسير أي انخفاض من هذا القبيل. ومع ذلك، يمكن القول أيضًا أنه ومع ظهور العولمة، فإن تراجع التنوع الثقافي أمر لا مفر منه لأن مشاركة المعلومات غالبًا ما تعزز التجانس وفي مجتمع يعيش فيه العديد من الأشخاص من خلفيات ثقافية مختلفة، يعد التفاهم المتبادل أمرًا جوهريًا لمستقبل يُحترم فيه التنوع الثقافي.

## النظرة الشمولية
يشير التنوع إلى كيفية استخدام القيم للتواصل فيما بينهم كاحترام الآخرين فيما بينهم،
«هذا الشخص مختلف عن الآخرين بالنسبة لي».
تشمل هذه السمات العوامل الديموغرافية (مثل العرق والجنس والعمر) وكذلك القيم والمعايير الثقافية. [1]
تختلف المجتمعات العديدة التي ظهرت في جميع أنحاء العالم بشكل ملحوظ عن بعضها البعض، والعديد من هذه الاختلافات لا تزال قائمة حتى يومنا هذا.من هذه الاختلافات الاختلافات الثقافية الأكثر وضوحًا الموجودة بين الناس هي اللغة واللباس والتقاليد، وهناك أيضًا اختلافات كبيرة في طريقة تنظيم المجتمعات لأنفسها، كما هو الحال في تصورهم المشترك للأخلاق والمعتقد الديني وفي طرق تفاعلهم مع بيئتهم. يمكن اعتبار التنوع الثقافي مشابهًا للتنوع البيولوجي.[2]

## الإيجابيات والسلبيات
من خلال التشبيه بالتنوع البيولوجي، الذي يُعتقد أنه أساسي لبقاء الحياة على الأرض على المدى الطويل، يمكن القول إن التنوع الثقافي قد يكون ضروريًا لبقاء الإنسانية على المدى الطويل؛ وأن الحفاظ على الثقافات الأصلية قد يكون بنفس أهمية الجنس البشري بقدر أهمية الحفاظ على الأنواع والنظم الإيكولوجية.
اتخذ المؤتمر العام لليونسكو هذا الموقف في عام 2001، حيث أكد في المادة 1 من الإعلان العالمي بشأن التنوع الثقافي أن «... التنوع الثقافي ضروري للبشرية بقدر التنوع البيولوجي للطبيعة». [3]
هذا الموقف مرفوض من قبل بعض الناس، [كلمات ابن عرس] لأسباب عديدة. أولاً: على غرار معظم الروايات التطورية للطبيعة البشرية، قد تكون أهمية التنوع الثقافي للبقاء فرضية غير قابلة للاختبار، ولا يمكن إثباتها أو دحضها. ثانياً: يمكن القول أنه من غير الأخلاقي الحفاظ على المجتمعات «الأقل تقدماً»، لأن هذا سيحرم الناس داخل تلك المجتمعات من مزايا التقدم التكنولوجي والطبي التي يتمتع بها أولئك الموجودون في العالم «المتقدم».
بنفس الطريقة التي يعتبر فيها تشجيع في الدول المتخلفة كـ «تنوع ثقافي» غير أخلاقي. من غير الأخلاقي تشجيع جميع الممارسات الدينية لمجرد أنها يُنظر إليها على أنها تسهم في التنوع الثقافي. تعترف منظمة الصحة العالمية والأمم المتحدة بالممارسات الدينية الخاصة باعتبارها غير أخلاقية، بما في ذلك التضحية البشرية. [4]
اليوم، مع تطور التكنولوجيا والمعلومات ورأس المال تتجاوز الحدود الجغرافية وإعادة تشكيل العلاقات بين السوق والدول والمواطنين. على وجه الخصوص، كان لنمو صناعة وسائل الإعلام الجماهيرية تأثير كبير على الأفراد والمجتمعات في جميع أنحاء العالم. على الرغم من أنه مفيد في بعض النواحي، فإن إمكانية الوصول المتزايدة هذه لها القدرة على التأثير على الفردانية في المجتمع. مع توزيع المعلومات بسهولة في جميع أنحاء العالم، فإن المعاني والقيم والأذواق الثقافية تؤدي قد تبدأ قوة هوية الأفراد والمجتمعات للأفضل بحدود قصوى. [5]
يؤكد بعض الأفراد، وخاصة أولئك الذين لديهم معتقدات دينية قوية، أنه من مصلحة الأفراد والإنسانية ككل أن يلتزم جميع الناس بنموذج محدد للمجتمع أو جوانب محددة من هذا النموذج.
في الوقت الحاضر، يصبح التواصل بين الدول المختلفة أكثر وأكثر تكرارا. والمزيد والمزيد من الطلاب يختارون الدراسة في الخارج لتجربة التنوع الثقافي. هدفهم هو توسيع آفاقهم وتطوير أنفسهم من التعلم في الخارج. على سبيل المثال، وفقًا لفنغلينغ وتشن ودو يانجون وورقة يو ما «الحرية الأكاديمية في جمهورية الصين الشعبية والولايات المتحدة الأمريكية»، أشاروا إلى أن التعليم الصيني يركز بشكل كبير «تقليديًا»، التعليم يتكون من تغذية يوميا حتى أصبح التعلم إلى حد كبير منتشر إلى هذا اليوم.
سعى نظام التعليم التقليدي في الصين إلى جعل الطلاب يقبلون المحتوى الثابت والمتحجم. وفي الفصل الدراسي، الأساتذة الصينيون هم القوانين؛ يحظى الطلاب في الصين باحترام كبير لمعلميهم بشكل عام. من ناحية أخرى، في تعليم الولايات المتحدة الأمريكية يعامل الطلاب الأمريكيون أساتذة الجامعات على قدم المساواة. كما يتم تشجيع" الطلاب الأمريكيين على مناقشة الموضوعات. تعود المناقشة المفتوحة المجانية حول مواضيع مختلفة إلى الحرية الأكاديمية التي تتمتع بها معظم الكليات والجامعات الأمريكية. المناقشة أعلاه تعطينا فكرة شاملة عن الاختلافات بين الصين والولايات المتحدة في مجال التعليم. لكن لا يمكننا ببساطة الحكم على الأفضل منها. لأن كل ثقافة لها مزاياها وميزاتها الخاصة، وبفضل هذا الاختلاف، فإن التنوع الثقافي يجعل من عالمنا أكثر غرابة، بالنسبة للطلاب الذين يسافرون إلى الخارج للتعليم، إذا أمكنهم الجمع بين عناصر الثقافة الإيجابية من ثقافتين مختلفتين إلى ثقافتهم الذاتية. التنمية، ستكون ميزة تنافسية في حياتهم المهنية بأكملها، وخاصة مع العملية الحالية للاقتصاد العالمي، يقف الأشخاص الذين يمتلكون وجهات نظر مختلفة حول الثقافات في موقف أكثر تنافسية في العالم الحالي. [7]